# Клинтон (тауншип, округ Маком, Мичиган)
Клинтон (англ. Clinton) — хартийный тауншип в США в округе Маком штата Мичиган.
Северный пригород Детройта, расположен примерно в 35 км к северо-востоку от центра города. По данным переписи 2020 года, население тауншипа составляло 100 513 человек, что делает его самым густонаселённым тауншипом в Мичигане и восьмым по численности населения сообществом штата.

## История
Первое поселение на территории, которая впоследствии стала тауншипом Клинтон, называлось Гнаденхюттен и было основано в 1782 году преподобным Дэвидом Зейсбергером, но закрыто в 1786 году. 12 августа 1818 года оно было основано как «тауншип Гурон» и названо в честь реки Гурон, которая тогда была известна. Из-за путаницы с другой рекой Гурон к югу от Детройта, 17 июля 1824 года территориальный законодательный орган Мичигана переименовал и тауншип, и реку в честь Девитта Клинтона, популярного губернатора Нью-Йорка с 1817 по 1823 год, который в значительной степени способствовал строительству канала Эри, позволившего многим поселенцам перебраться в Мичиган.

## Население
| 2000   | 2010    | 2020     |
| ------ | ------- | -------- |
| 95 648 | ↗96 796 | ↗100 513 |

По данным переписи 2010 года, в тауншипе проживало 96 796 человек, насчитывалось 42 036 домохозяйств и 25 678 семей. Расовый состав населения: белые – 82,08%, афроамериканцы – 13,04%, коренные американцы – 0,28%, азиаты – 1,79%, жители островов Тихого океана – 0,03%, представители других рас – 0,61%, представители двух или более рас – 2,17%. Латиноамериканцы любой расы составляли 2,37% населения. К 2016 году население тауншипа, по оценкам, превысило 100 000 человек.

## География
По данным Бюро переписи населения США, общая площадь тауншипа Клинтон составляет 28,37 квадратных миль (73,5 км²), из которых 28,03 квадратных миль (72,6 км²) приходится на сушу, а 0,35 квадратных миль (0,91 км²), или 1,22%, — на воду.